# Сітомля
Сітомля, Сітомль (д.-рус. Сѣтомля, Сѣтомль, Сѣтомлье, Сѣтомлиѥ) — літописна річка біля околиць тогочасного Києва, відома з давньоруських літописів від 1036, 1046, 1150 роках, в пізніших історичних джерелах не згадується.

## Назва
Як вказує історик Дмитро Вортман, з огляду на те, що назва річки в літописах писалась Сѣтомль/Сѣтомлѧ, правильна транскрипція українською — Сітомль/Сітомля. Різні літописні списки подають назву у всіх трьох родах: Сѣтомль, Сѣтомля, Сѣтомлье (Сѣтомлиѥ), але кількісно переважає Сѣтомля.
Тож, мовознавець Ірина Желєзняк реконструює первісну назву у формі Сѣтомлѧ (Сітомля).

## Опис
Річка текла оболонською низовиною; ймовірно впадала в р. Почайну.

## Події
Після розгрому Ярославом Мудрим печенізького війська у 1036 під Києвом році багато печенігів потонуло в річці під час переправи і з тих часів печеніги майже не згадуються у літописах та поступово сходять з історичної арени.
На знак цієї перемоги було збудовано Софійський собор.

## Ототожнення
Існує гіпотеза, згідно якої літописна річка Сітомля ототожнюється із сучасною київською річкою Сирець.